# Soldins Stiftelse
Soldins Stiftelse (Salomon Soldin og Hustru Hanne Soldins Stiftelse), hjørnet af Skindergade (nr. 34), Fiolstræde (opr. Lille Fiolstræde) og Dyrkøb (nr. 1), er en stiftelse i København oprettet 1845 af Hanne Soldin, f. Ruben (død 1850), enke efter boghandler Salomon Soldin (død 1837), trådt i virksomhed 1854, efter at ejendommen — den af staten 1812-15 på den gamle Metropolitanskoles grund opførte "kgl. bygning" (også kaldet Trøstens Bolig) for mindre formuende familier — var blevet købt for 42.000 Rdl. Denne bygning er tegnet af C.F. Hansen og har været fredet siden 1918.
Fundatsen er af 17. januar 1876 (stadfæstet 9. november). Huset er bestemt til bolig for uformuende og aldrende enker eller ugifte fruentimmer af middel- eller borgerstand mod en ringe leje eller uden betaling. Stiftelsen har 29 friboliger og 11 boliger til billig leje. Den bestyres under Borgerrepræsentationen af en inspektør.